# Boulevard Davis
Le boulevard Davis est un boulevard résidentiel de l'arrondissement Saint-Hubert de la ville de Longueuil situé sur le rive-sud de Montréal.

## Situation et accès
Le boulevard Davis est un axe routier ouest-nord-ouest/est-sud-est d'une longueur de 2,6 km venant diviser sur la largeur une partie du district électoral du Parc-de-la-Cité de la ville de Longueuil. Il s'étend de la rue Gareau jusqu'au centre du Parc de la Cité.
Une bande cyclable permet aux vélos de se déplacer en sécurité.
Le trajet de ligne d'autobus numéro 19 du Réseau de Transport de Longueuil couvre l'entièreté du boulevard Davis. Cette ligne permet de rejoindre Montréal en très peu de temps. Par exemple, à l'arrêt numéro 31724 (Montée Saint-Hubert/boul. Davis), il faut compter une vingtaine de minutes pour atteindre la station de métro Longueuil-Université-de-Sherbrooke.

## Origine du nom
Le boulevard est nommé en l'honneur de Georges A. Davis, président de la commission scolaire protestante de Saint-Hubert et pionnier du secteur Laflèche à Saint-Hubert.

## Historique
En juin 2009 sont prévus des travaux de prolongement du boulevard à partir du boulevard Gaetan-Boucher pour rejoindre le cœur du Parc de la Cité. Le projet comprend l’installation de conduites d’égouts et d'aqueduc, d'éclairage de rue, l’aménagement de 190 cases de stationnement ainsi que l’aménagement paysager.
Le prolongement du boulevard Davis du boulevard Gaétan-Boucher vers le cœur du Parc de la Cité mène à des tensions entre citoyens et le Conseil de la ville de Longueuil au sujet de la coupe du boisé situé entre la rue Germaine-Guèvremont et le futur prolongement,. Le 17 août 2009 Marlène Bois du Regroupement des Citoyens Sauvons le parc de la Cité dépose une pétition de 96 signatures s'opposant à la coupe du boisé et au projet de prolongement.
À la suite de la fermeture de l'école primaire anglophone Royal Oak, la Commission des infrastructures et de la circulation adopte en 2011 à l'unanimité les recommandations suivantes :
- de conserver un seul poste de brigadier scolaire et de le relocaliser dans la rue Paré;
- de retirer les panneaux d'arrêt sur le boulevard Davis aux intersections des rues Rocheleau et Coderre;
- de retirer les panneaux d'arrêt interdit excepté autobus scolaire sur le boulevard Davis face à l'école Royal-Oak;
- de retirer les panneaux de zone scolaire dans la rue Latour; 5° d'installer des panneaux de traverse de piéton et marquage de traverse de piétons à l'intersection de la rue Rocheleau[6].

En 2017, le conseil de la ville vote l'octroi d'un contrat d'installation de bornes de recharge pour véhicules électriques dont 2 bornes régulières doubles dans le stationnement du Parc de la Cité.

## Bâtiments remarquables et lieux de mémoire
- Centre de la Petite Enfance Les Joyeux Calinours
- Auto St-Hubert
- Au Toit Rouge Fruits et Légumes
- Dépanneur Davis
- Dépanneur Mon Ami
- Passerelle Davis/Loiselle
- Parc Robert Dubois
- Parc Immaculée-Conception
- Parc Sirois
- Parc de la cité (Méga-projet)